# アクアマン (アニメ)
アクアマン（Aquaman: 1967 TV series）は、1967年9月9日から1970年6月までアメリカ合衆国のCBSで放送されたフィルメーション・スタジオ制作のテレビアニメ（カートゥーン）である。日本では1970年代から1990年代にかけて地方局（tvkなど）で放送された。

## 概要
アメリカの放送では、アトム、フラッシュ、グリーンランタン、ホークマン、ジャスティスリーグ・オブ・アメリカ（宇宙連合）、ティーン・タイタンズ、スーパーボーイ、スーパーマンも放送していた。

## 登場人物
声優は英語版と日本語版の順。
アクアマン
声：マーヴィン・ミラー、日本語版：青野武
本作の主人公、アトランティスの王様。
アクアラッド
声：ジェリー・デクスター、日本語版：田中亮一
アクアマンの相棒。
インプ
声：テッド・ナイト
アクアラッドが乗っているタツノオトシゴ。
タスキー
声：テッド・ナイト
セイウチ、アクアラッドのペット。
メラ女王
声：ダイアナ・マドックス、日本語版：不明
アクアマンを信頼している女性、Slanに捕まったことがある。

### ティーン・タイタンズ
スピーディー
声：パット・ハリントン・ジュニア、日本語版：不明
キッド・フラッシュ
声：トミー・コック、日本語版：不明
フラッシュの相棒。
ワンダーガール
声：ジュリー・ベネット、日本語版：不明
アクアラッド
声：ジェリー・デクスター、日本語版：不明
オリジナル版ではアクアマンのアクアラッドと同じだが、日本語版では別の声優が担当した。

### 宇宙連合(ジャスティス・リーグ)
アトム／レイ・パルマ
声：パット・ハリントン・ジュニア、日本語版：不明
グリーンランタン
声：ジェラルド・モーア、日本語版：不明
フラッシュ／バリー・アレン
声：レイ・オーウェンズ、日本語版：不明
ホークマン／カーター・ホール
声：ヴィック・ペラン、日本語版：不明
スーパーマン／クラーク・ケント
声：バッド・コルヤー、日本語版：不明
彼が活躍するアニメシリーズでは広川太一郎が担当している。
Rock-Man
声 - ???、日本語版：不明
宇宙戦争を起こした悪者
Crystal-Men
声 - ???、日本語版：不明
宇宙戦争を起こしたもう1人の悪者

### フラッシュ
ブルーボルト
声：???、日本語版：不明
フラッシュの悪役。
悪魔博士
声：???、日本語版：不明
フラッシュの悪役。

### グリーン・ランタン
シレーナ女王
声：???、日本語版：不明
ガーディアンズ・オブ・ザ・ユニバース
声：???、日本語版：不明
白い髪の悪い宇宙人
Kairo
声：???、日本語版：不明
Evil Star
声：???、日本語版：不明

### ホークマン
コバ・ラー
声：???、日本語版：不明

### 悪役
は虫人間
声 - ???、日本語版：不明
テプト
声 - ???、日本語版：不明
Fire Men
声 - ???、日本語版：不明
Slan
声 - ???、日本語版：不明
『植物人間の魔窟』に登場。
魚雷人間
声 - テッド・ナイト、日本語版：不明
Quatix
声 - ???、日本語版：不明
『惑星Qの激闘』に登場。
Black Manta
声 - テッド・ナイト、日本語版：不明
バッサ女王
声 - ???、日本語版：不明
Brain
声 - ???、日本語版：納谷六朗
アトランティスの支配者の1人で、アクアマンの能力を封鎖させることができる装置を作った犯罪者。

### その他
ナレーション
声：テッド・ナイト、日本語版：不明
オープニング及び本編の語り役。
- 役名不明 - 宮沢元、西山連、安田隆、鹿島信哉、西川幾雄、仲木隆司、駒村クリ子、小立典子

## スタッフ
出典。テレビ放送時ではノンクレジット
- 翻訳：大野隆一
- 台本：田島荘三
- 演出監督：松川陸
- 日本語版製作：有村放送プロモーション
- 日本語版配給：トランスグローバル

## 各話リスト

### アメリカ版
| 話数 | サブタイトル (1本目)                              | サブタイトル (2本目)                                                 | サブタイトル (3本目)                                  |
| ---- | ------------------------------------------------- | -------------------------------------------------------------------- | ----------------------------------------------------- |
| 1    | 邦題なし Menace of the Black Manta                | 宇宙戦争を中止させろ Justice League Of Amerlca:Between Two Armies    | は虫人間の襲撃 The Rampaging Reptile-Men              |
| 2    | テプトの逆襲 The Return of Nepto                  | 邦題なし Justice League Of Amerlca:Target Earth                      | 火焔宇宙船の怪人 The Fiery Invaders                   |
| 3    | 地球への侵入者 The Sea Raiders                    | 地球侵略者の脅迫 Justice League Of Amerlca:Bad Day on Black Mountain | 植物人間の魔窟 War of the Water Worlds                |
| 4    | 海底火山の怪人 The Volcanic Monster               | 宇宙から来た害虫人間 The Atom:Invasion of the Beetle-Men             | ピンクの一眼獣 The Crimson Monster from the Pink Pool |
| 5    | アイスドラゴンの死闘 The Ice Dragon               | 無人島の巨大植物 The Atom:The Plant Master                           | 海底地震の謎 The Deadly Drillers                      |
| 6    | バッサ女王と人魚部隊 Vassa - Queen of the Mermen  | ザルゴ惑星の陰謀 The Atom:The House of Doom                          | プランクトン怪獣の出現 The Microscopic Monsters       |
| 7    | 大ダコ電波怪獣 The Onslaught on the Octomen       | 恐怖の怪物ロボット Teen Titans:The Monster Machine                   | 恐怖の魚雷人間 Treacherous Is the Torpedoman          |
| 8    | 宇宙から来た悪魔 The Satanic Saturnians           | 怪獣生捕り作戦 Teen Titans:The Space Beast Round-Up                  | 恐怖の高音波攻撃 The Brain, the Brave and the Bold    |
| 9    | 魚人間の待伏せ Where Lurks the Fisherman          | 魔境の救出作戦 Teen Titans:Operation Rescue                          | メフィスト悪魔艦隊 Mephisto's Marine Marauders        |
| 10   | 行方不明になったビートルズ The Trio of Terror     | 放射能怪獣 The Flash:The Chemo-Creature                              | 鋼鉄墓場の決闘 The Torp, the Magneto, and the Claw    |
| 11   | 深海マンモスの襲撃 Goliaths of the Deep-Sea Gorge | 悪魔博士のロボット The Flash:Take a Giant Step                       | 海底鉱山の決闘 The Sinister Sea Scamp                 |
| 12   | 秘密兵器悪魔の魚 The Devil Fish                   | ブルーボルト追跡作戦 The Flash:To Catch a Blue Bolt                  | 海底の忍者ロボット The Sea Scavengers                 |
| 13   | 海賊バラクーダの宝石 In Captain Cuda's Clutches   | 破壊光線の謎 Hawkman:Peril from Pluto                                | ミラーマンの逆襲 The Mirror-Man from the Planet Imago |
| 14   | 海底の魔術師 The Sea Sorcerer                     | 金星怪人の秘密 Hawkman:A Visit to Venus                              | キャプテンスライの陰謀 The Sea-Snares of Captain Sly  |
| 15   | 海底トロイ戦争 The Undersea Trojan Horse          | 二十三次元の世界 Hawkman:The Twenty-Third Dimension                  | 逆襲人魚族の女王 The Vicious Villainy of Vassa        |
| 16   | レーザー光線銃の脅威 Programmed by Destruction    | 悪魔の星 Green Lantern:Evil Is as Evil Does                          | 惑星Qの激闘 The War of the Quatix and the Bimphars    |
| 17   | 一眼怪人の襲撃 The Stickman of Stygia             | 監獄遊星の危機 Green Lantern:The Vanishing World                     | 魔法のツボの三つの願い Three Wishes to Trouble        |
| 18   | 銀の玉座争奪戦 The Silver Sphere                  | 惑星サルガッソーの女王 Green Lantern:Sirena, Empress of Evil         | 邦題なし To Catch a Fisherman                         |

### 日本版
| 話数 | 1本目パート サブタイトル                              | 2本目 サブタイトル                              | 3本目 サブタイトル                                   |
| ---- | ----------------------------------------------------- | ----------------------------------------------- | ---------------------------------------------------- |
| 1    | は虫人間の襲撃 The Rampaging Reptile-Men              | 恐怖の怪物ロボット The Monster Machine          | テプトの逆襲 The Return Of Nepto                     |
| 2    | 火焔宇宙船の怪人 The Fiery Invaders                   | 放射能怪獣 The Chemo-Creature                   | 地球への侵入者 The Sea Raiders                       |
| 3    | 植物人間の魔窟 War Of The Water Worlds                | 破壊光線の謎 Peril from Pluto                   | 海底火山の怪人 The Volcanic Monster                  |
| 4    | ピンクの一眼獣 The Crimson Monster From The Pink Pool | 悪魔の星 Evil is as Evil Does                   | アイスドラゴンの死闘 The Ice Dragon                  |
| 5    | 海底地震の謎 The Deadly Drillers                      | 宇宙から来た害虫人間 Invasion of the Beetle-Men | バッサ女王と人魚部隊 Vassa, Queen Of The Mermen      |
| 6    | 恐怖の魚雷人間 Treacherous Is The Torpedo Man         | 怪獣生捕り作戦 The Space Beast Round-Up         | 宇宙から来た悪魔 The Satanic Saturnians              |
| 7    | プランクトン怪獣の出現 The Microscopic Monsters       | 宇宙戦争を中止させろ Between Two Armies         | 大ダコ電波怪獣 The Onslaught Of The Octomen          |
| 8    | 恐怖の高音波攻撃 The Brain, The Brave And The Bold    | 悪魔博士のロボット Take a Giant Step            | 魚人間の待伏せ Where Lurks the Fisherman!            |
| 9    | メフィスト悪魔艦隊 Mephisto's Marine Marauders        | 金星怪人の秘密 A Visit to Venus                 | 鋼鉄墓場の決闘 The Torp, The Magneto And The Claw    |
| 10   | 深海マンモスの襲撃 Goliaths Of The Deep-Sea Gorge     | 監獄遊星の危機 The Vanishing World              | 海底鉱山の決闘 The Sinister Sea Scamp                |
| 11   | 秘密兵器悪魔の魚 The Devil Fish                       | 無人島の巨大植物 The Plant Master               | 海底の忍者ロボット The Sea Scavengers                |
| 12   | 海賊バラクーダの宝石 In Captain Cuda's Clutches       | 地球侵略者の脅迫 Bad Day on Black Mountain      | ミラーマンの逆襲 The Mirror-Man From Planet Imago    |
| 13   | 海底の魔術師 The Sea Sorcerer                         | 魔境の救出作戦 Operation: Rescue                | キャプテンスライの陰謀 The Sea-Snares Of Captain Sly |
| 14   | 海底トロイ戦争 The Undersea Trojan Horse              | ブルーボルト追跡作戦 To Catch a Blue Bolt       | 逆襲人魚族の女王 The Vicious Villainy Of Vassa       |
| 15   | レーザー光線銃の脅威 Programmed For Destruction       | 二十三次元の世界 The Twenty Third Dimension     | 惑星Qの激闘 The War Of The Quatix And The Bimphars   |
| 16   | 一眼怪人の襲撃 The Stickmen Of Stygia                 | 惑星サルガッソーの女王 Sirena, Empress of Evil  | 魔法のツボの三つの願い Three Wishes To Trouble       |
| 17   | 銀の玉座争奪戦 The Silver Sphere                      | ザルゴ惑星の陰謀 The House of Doom              | 行方不明になったビートルズ The Trio of Terror        |

## 映像ソフト化
アメリカでは1985年にワーナー・ホームビデオから「SUPER POWERS」のVHSコレクションが発売された。本作の他には、バットマン、スーパーボーイ、スーパーマンも含まれていたことがある。1995年には再リリースされるが廃盤になっている。2007年10月23日からは『The Adventures of Aquaman: The Complete Collection』という題で完全版DVDが発売された（リージョン1）。日本では2016年2月24日に発売されたBlu-ray『ジャスティス・リーグ:アトランティスの進撃』の映像特典として2話分（「Menace Of The Black Manta」と「The Rampaging Reptile-Men」）が収録されている
。